# Гиљермо Селис
Гиљермо Леон Селис Монтијел (шп. Guillermo León Celis Montiel; Синкелехо, 8. мај 1993) колумбијски је фудбалер који игра на позицијама везног играча.

## Каријера
Селис је играо за многе клубове из Колумбије да би прешао у Португалију најпре у Бенфику а касније и у Виторију Гимараис.
Селис наступа и за репрезентацији Колумбије, а раније је наступао и за млађе селекције.

## Трофеји

### Јуниор
- Куп Колумбије (1) : 2015.

### Бенфика
- Шампионат Португалије (1) : 2016/17.
- Суперкуп Португалије (1) : 2016.

### Колумбија
- Копа Америка : треће место 2016.